# Camp del Túria
Die Comarca Camp del Túria ist eine der 16 Comarcas in der Provinz Valencia der Valencianischen Gemeinschaft.
Die im Norden gelegene Comarca umfasst 16 Gemeinden auf einer Fläche von 823,37 km².

## Gemeinden
| Gemeinde                 | Einwohner (2024) | Fläche km² | Dichte Einw./km² | Cod INE | Postleitzahl  |
| ------------------------ | ---------------- | ---------- | ---------------- | ------- | ------------- |
| Benaguasil               | 12.336           | 25,40      | 486              | 46051   | 46180         |
| Benissanó                | 2.427            | 2,28       | 1.064            | 46067   | 46181         |
| Bétera                   | 27.584           | 75,10      | 367              | 46070   | 46117         |
| Casinos                  | 3.113            | 41,48      | 75               | 46089   | 46171         |
| L’Eliana                 | 19.597           | 8,77       | 2.235            | 46116   | 46183         |
| Gátova                   | 429              | 30,41      | 14               | 46902   | 46169         |
| Llíria                   | 25.077           | 227,98     | 110              | 46147   | 46160         |
| Loriguilla               | 2.186            | 72,42      | 30               | 46148   | 46393         |
| Marines                  | 1.921            | 35,72      | 54               | 46161   | 46163         |
| Náquera                  | 8.308            | 38,71      | 215              | 46178   | 46119         |
| Olocau                   | 2.425            | 37,40      | 65               | 46182   | 46169         |
| La Pobla de Vallbona     | 27.056           | 33,10      | 817              | 46202   | 46185         |
| Riba-roja de Túria       | 24.230           | 57,49      | 421              | 46214   | 461901, 46396 |
| San Antonio de Benagéber | 10.630           | 8,74       | 1.216            | 46903   | 46184         |
| Serra                    | 3.725            | 57,29      | 65               | 46228   | 46118         |
| Vilamarxant              | 11.041           | 71,08      | 155              | 46256   | 46191         |
| Comarca Camp del Túria   | 182.085          | 823,37     | 221              | –       | –             |